# Gnathopogon
Gnathopogon – rodzaj słodkowodnych ryb z rodziny karpiowatych (Cyprinidae).

## Występowanie
Chiny, Japonia i Korea.

## Klasyfikacja
Gatunki zaliczane do tego rodzaju:
- Gnathopogon caerulescens
- Gnathopogon elongatus
- Gnathopogon herzensteini
- Gnathopogon imberbis
- Gnathopogon nicholsi
- Gnathopogon polytaenia
- Gnathopogon strigatus – kiełb kolczasty[3]
- Gnathopogon taeniellus
- Gnathopogon tsinanensis

Gatunkiem typowym jest Capoeta elongata (G. elongatus).